# 13413 Bobpeterson
13413 Bobpeterson è un asteroide della fascia principale. Scoperto nel 1999, presenta un'orbita caratterizzata da un semiasse maggiore pari a 2,9001253 UA e da un'eccentricità di 0,0794504, inclinata di 2,56070° rispetto all'eclittica.